# 北永加斯县

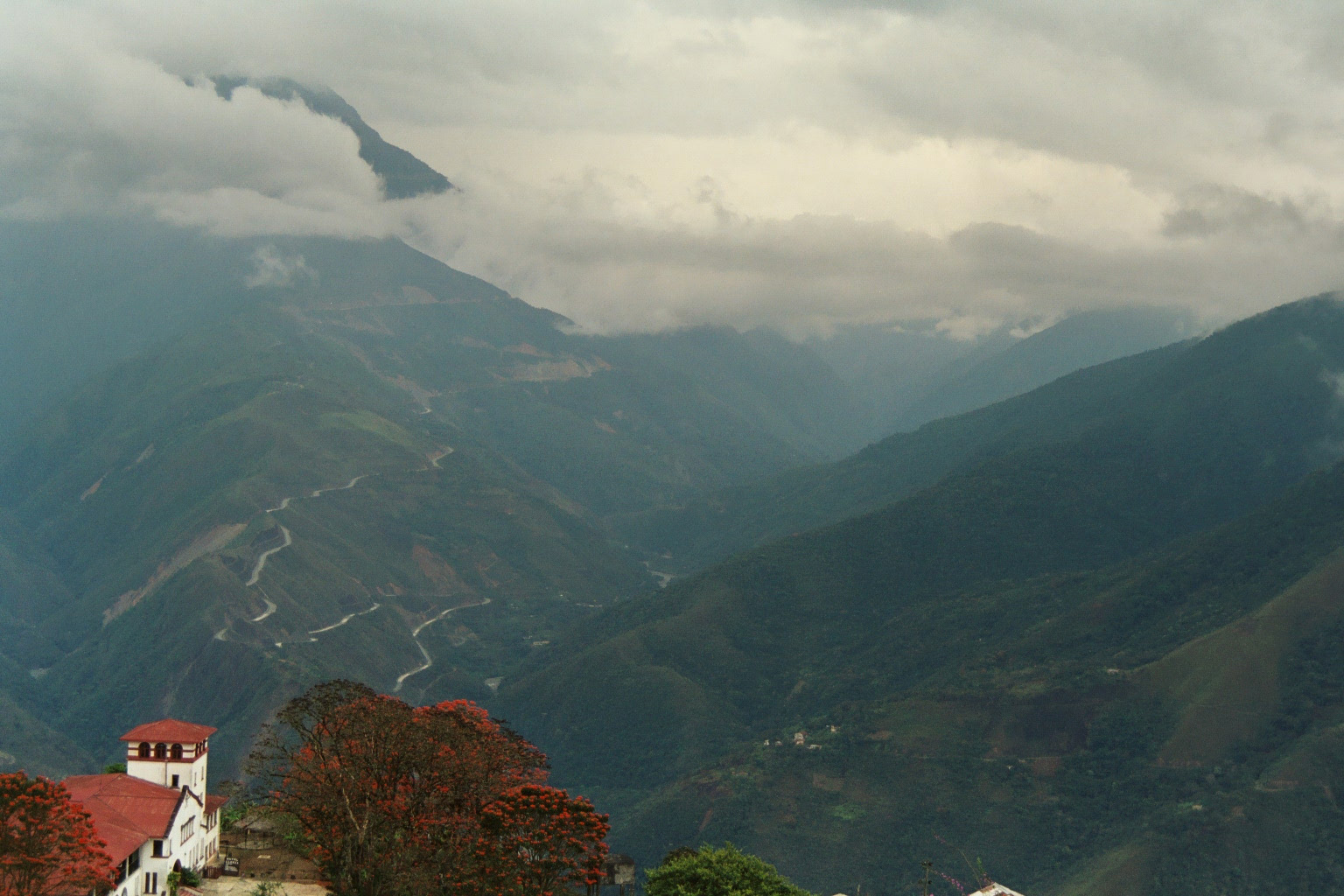

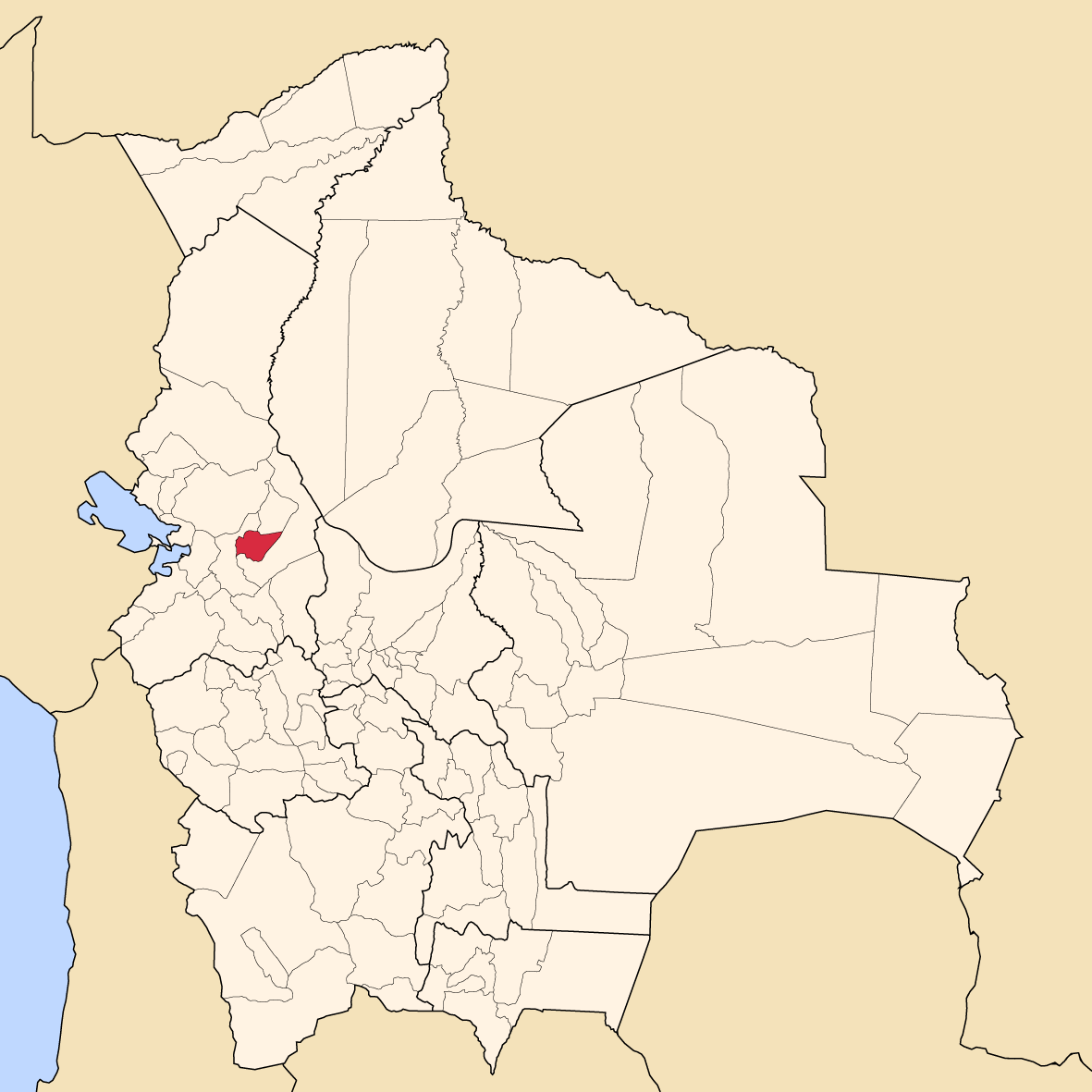

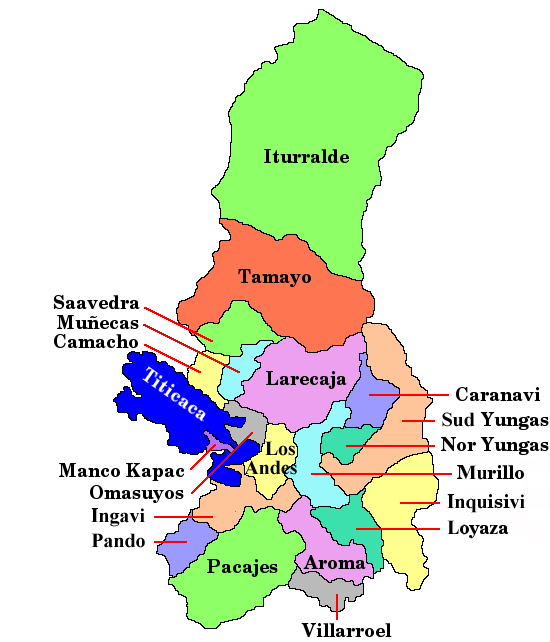

北永加斯县（西班牙語：Provincia de Nor Yungas），是玻利維亞的县份，位於該國西部，屬於拉巴斯省的一部分，县府設於科羅伊科，面積1,720平方公里，2012年人口36,983，人口密度每平方公里22人。
16°10′S 67°40′W / 16.167°S 67.667°W